# Patricia Pillar
Patricia Gadelha Pillar OMC (Brasília, 11 de janeiro de 1964) é uma atriz, apresentadora de televisão, diretora e produtora brasileira. Mudou-se para o Rio de Janeiro aos catorze anos de idade e iniciou sua carreira em 1983 no cinema em Para Viver um Grande Amor, interpretando Marina. Dois anos depois, fez sua estreia na televisão como apresentadora do programa de videoclipes musicais FM TV, na Rede Manchete. Contudo, sua primeira telenovela foi em Roque Santeiro, da TV Globo, no papel de Linda Bastos.
Seu destaque na televisão veio em 1996, quando deu sua vida a Luana em O Rei do Gado, uma ativista de um grupo sem-terra que acaba se apaixonando pelo homem no qual ela invadiu sua propriedade; personagem que rendeu o Prêmio Contigo! de TV, na categoria de Melhor Atriz. Oito anos mais tarde, Patrícia foi indicada como Melhor Atriz pelo seu trabalho em Cabocla, interpretando Emerenciana. No entanto, seu maior destaque pela profissão só ocorreria em 2008 como Flora em A Favorita, o que lhe garantiu o Prêmio Quem, Troféu APCA, Melhores do Ano, Troféu Imprensa e Prêmio Contigo! de TV.
No cinema, seu primeiro trabalho em destaque foi em 1992 com o filme A Maldição do Sanpaku, conquistando o Festival de Brasília, Festival de Cinema de Natal e Troféu APCA, ambos na categoria de Melhor Atriz. Quatro anos depois, voltaria a ganhar o APCA, na categoria Melhor Atriz Coadjuvante, pelo trabalho em Menino Maluquinho - O Filme. Em 2006, por protagonizar em Zuzu Angel, recebeu duas indicações no Prêmio Contigo! de Cinema Nacional e Grande Prêmio do Cinema Brasileiro, conquistando o troféu apenas como Melhor Atriz de Cinema no Prêmio Arte Qualidade Brasil.

## Biografia

### Juventude e início da carreira
Em virtude da profissão de seu pai, Nuno, oficial da Marinha, Patricia saiu de Brasília e morou em diversos lugares do Brasil, como Vitória e Santos, até se fixar no Rio de Janeiro, aos 14 anos.
Patricia sempre quis ser atriz, então trabalhava enquanto fazia o ensino médio para pagar as aulas de teatro. Aos 16 anos fez sua primeira foto como modelo. Chegou a cursar a faculdade de jornalismo, mas desistiu para investir na carreira de atriz. Começou no teatro amador, fez Tablado, depois entrou para o grupo de teatro Asdrúbal Trouxe o Trombone. Em 1983 fez seu primeiro filme, Para Viver um Grande Amor, onde atuou com Djavan. Foi sua atuação nesse filme que a fez ser escalada para o elenco de Roque Santeiro, em 1985.
Por volta dos anos de 1983-1984 havia rumores de um caso extraconjugal, em que Djavan teria se envolvido com a atriz Glória Pires; este fato foi desmentido pelo próprio cantor em uma entrevista a revista Playboy, tendo afirmado para a revista "(Glória Pires) Tinha esse encantamento por mim...Mas não chegamos a namorar, não." Na mesma publicação, Djavan afirmou que a sua relação extraconjugal envolveu a atriz Patricia Pillar, com a qual se relacionou por onze meses, tendo-se iniciado nas gravações do filme Para Viver um Grande Amor, onde contracenaram; Djavan separou-se de Aparecida, sua mulher, mas não manteve mais contato com Patrícia.

### Televisão

#### 1985–1999: Início da carreira e premiada emO Rei do Gado
Fez sua estreia na televisão em 1985, no programa de videoclipes musicais FM TV, em parceria com Tim Rescala, na Rede Manchete, e na telenovela Roque Santeiro, da TV Globo, interpretando Linda Bastos. No ano seguinte, deu sua vida a Ana do Véu em Sinhá Moça, personagem que teve seu rosto coberto por conta de uma promessa feita por sua mãe. Em 1987, foi a Ana Cláudia de Brega & Chique, mesmo período em que esteve no papel de Santinha de Oliveira no seriado Armação Ilimitada, no episódio "Verão 87".
Em 1988, interpretou Bianca em Vida Nova. Nos dois primeiros anos da década de 1990, foi Alaíde em Rainha da Sucata  e, logo em seguida, esteve no papel principal de Salomé. Em 1992, viveu Cinara na minissérie As Noivas de Copacabana, além de ter participado de dois episódios do programa Você Decide, intitulados "Verdades e Mentiras" e "O Sonho Dourado". No ano seguinte, foi a Eliana da telenovela Renascer, enquanto que, entre 1994 e 1995, fez participação especial como Ester em Pátria Minha e no episódio "O Coronel e o Lobisomem", sendo Esmeraldina, na faixa de programação Caso Especial.
Em 1996, interpretou Luana na telenovela O Rei do Gado, uma ativista defensora do movimento sem-terra que, ao invadir a terra do fazendeiro (interpretado por Antônio Fagundes), acabou se apaixonando por ele. Sua personagem em destaque lhe garantiu o Prêmio Contigo! de TV de 1997 como Melhor Atriz, além de ter sido indicada na mesma categoria no Troféu Imprensa daquele mesmo ano. Posteriormente, encerraria o milênio na série Mulher, dando sua vida a Cristina.

#### 2001–2008: A consagração como atriz emA Favorita

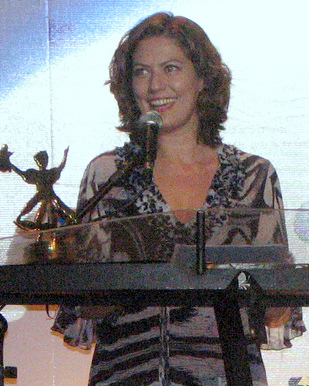
Patricia Pillar sendo homenageada no 11º Cine-PE em 2007.

Iniciou o Século XXI interpretando Duda na telenovela Um Anjo Caiu do Céu; dois anos mais tarde, fez uma participação especial no episódio "A Grande Viagem" sendo a caminhoneira Rosa na série Carga Pesada. Em 2004, deu sua vida a Emerenciana, esposa do Coronel Boaneges (Tony Ramos) em Cabocla, escrito por Benedito Ruy Barbosa; cuja personagem recebeu indicação na categoria de Melhor Atriz no Prêmio Contigo! de TV. Além disso, também participou do especial de fim de ano História de Cama e Mesa, como a dentista Paula.
Em 2005, fez uma participação especial na série A Diarista, como Marta, no episódio "Aquele do Parto". Além disso, também esteve em Damas e Cavalheiros, um quadro do programa Fantástico, no episódio "Remoendo lembranças", na qual viveu uma mulher que discutia o relacionamento amoroso sobre um homem dentro de um bar. No especial Os Amadores, deu sua vida a Lena, esposa de Marcos (Cássio Gabus Mendes). No ano seguinte, na telenovela Sinhá Moça, também escrito por Benedito Ruy Barbosa, interpretou a Dona Cândida, mãe da protagonista da obra. Em 2007, apresentou o programa musical Som Brasil.

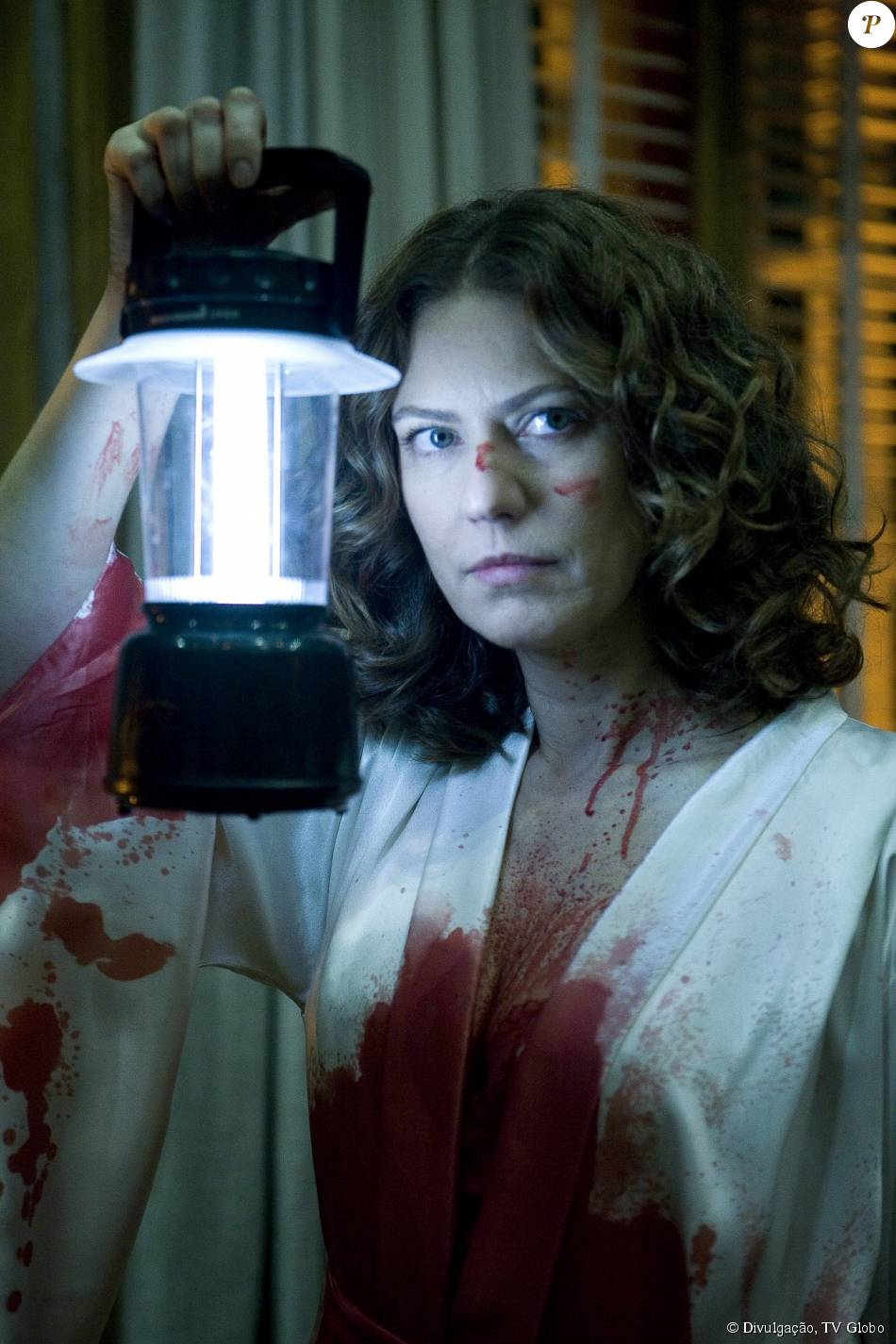
Patrícia Pilar como Flora, em A Favorita (2008)

Em 2008, interpretou a vilã Flora em A Favorita, que lhe rendeu elogios do público e da crítica, tendo sido capa da revista Veja. Seu desempenho nesse papel lhe proporcionou diversos prêmios na categoria de Melhor Atriz, com destaque para o Prêmio Quem, Troféu APCA, Melhores do Ano, Troféu Imprensa e Prêmio Contigo! de TV.

#### 2011–presente: Trabalhos na TV Globo
Em 2011, deu vida à personagem Juliana em Passione; no mesmo ano, também participou da minissérie Divã como Suzana. No ano seguinte, fez uma participação especial na série As Brasileiras, como Suzana, pelo episódio "A Viúva do Maranhão", além de também ter interpretado a vilã Constância, na novela Lado a Lado. Em 2014 participou da minissérie Amores Roubados. No mesmo ano pode ser vista novamente interpretando Ângela, a assassina da novela O Rebu.
Em 2016, Patricia foi cotada para a novela Velho Chico, porém recusou o papel, alegando que desejaria férias após a minissérie Ligações Perigosas. Em 2018, na supersérie Onde Nascem os Fortes, interpretou a engenheira química, Cássia, uma mulher de muitos segredos e que sempre escondeu dos filhos o real motivo de nunca ter voltado a Sertão.

### Cinema
Seu primeiro trabalho no cinema foi em 1983, no filme Para Viver um Grande Amor, interpretando Marina. Seis anos mais tarde, voltou às telonas em Festa. No entanto, só viria a se destacar em 1992, no filme A Maldição do Sanpaku, no qual viveu Cris, personagem que lhe garantiu premiações na categoria de Melhor Atriz no Festival de Brasília, Festival de Cinema de Natal e Troféu APCA.
Em 1994, esteve em Menino Maluquinho - O Filme, interpretando a mãe do personagem principal, recebendo o Prêmio APCA na categoria de Melhor Atriz Coadjuvante. No ano seguinte, foi a Teresa de O Quatrilho e Amula de O Monge e a Filha do Carrasco. Em 1997, deu sua vida a Maria do Céu em O Noviço Rebelde. Voltou a ser destaque em Amor & Cia, como Ludovina, sendo homenageada por este trabalho na 2.ª Mostra de Cinema de Tiradentes.
Em 2004, interpretou Iara no curta-metragem O Casamento de Iara. No ano seguinte, fez sua primeira dublagem em La marche de l'empereur como Pinguim mãe. Em 2006 foi protagonista do filme Zuzu Angel, tendo recebido o Prêmio Arte Qualidade Brasil de Melhor Atriz de Cinema, além de indicações como Melhor Atriz no Prêmio Contigo! de Cinema Nacional e Grande Prêmio do Cinema Brasileiro. Nesse mesmo ano, também viveu a doutora Cris de Se Eu Fosse Você.
Em 2007, foi a sereia Iara de Pequenas Histórias. No ano seguinte, Patrícia dirigiu o documentário Waldick, sempre no Meu Coração, que contou a história do cantor Waldick Soriano. Em 2012, narrou Margaret Mee e a Flor da Lua. Três anos mais tarde, voltou às telonas interpretando Clotilde em O Duelo, e depois de dois anos, foi a mãe de Maria em Unicórnio.

### Teatro
No teatro, sua primeira casa, Patricia trabalhou com o diretor Hamilton Vaz Pereira em sua fase pós-Asdrúbal Trouxe o Trombone. Ele a dirigiu em Tem Pra Gente (1983), Amizade de Rua (1985), Estúdio Nagazaki (1986) e O Máximo (1989). Nos palcos, também esteve ao lado de Raul Cortez em Lobo De Rayban (1998) e foi dirigida por Aderbal Freire Filho em A Prova (2004).

## Vida pessoal

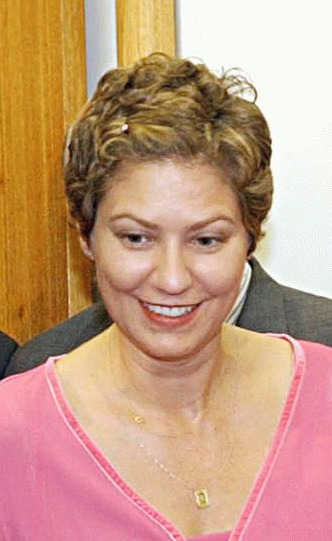
Pillar em 2003

Patrícia casou-se com o músico Zé Renato em 1985. A relação chegou ao fim dez anos depois, embora nunca tivessem morado juntos.
Em 1999, a atriz casou-se com o político Ciro Gomes, relacionamento que terminou em 2011.
Em fevereiro de 2016, começou a namorar Carlos Henrique Schroder, diretor geral da TV Globo, relacionamento que terminou em agosto de 2019.
Em 2018, Patrícia declarou seu voto e apoio ao ex-marido e amigo Ciro Gomes, nas eleições à presidência da República. A atriz é prima das cantoras Luiza Possi e Preta Gil.

### Doença
Em dezembro de 2001, Patrícia descobriu que tinha um nódulo no seio. Foi constatado que era um tumor maligno, porém como foi diagnosticado em estágio inicial ele pôde ser totalmente removido. A atriz tornou público seu drama e apareceu de cabeça raspada em vários eventos, como forma de incentivar as mulheres a fazer o autoexame de mama e a enfrentar o câncer. A partir de então integrou a campanha "O câncer de mama no alvo da moda", do Instituto Brasileiro de Controle do Câncer, que conta com o apoio de diversos artistas. Em 2002, a atriz passou por um processo de quimioterapia, devido a retirada do tumor na mama.
Participou também da campanha Bem-Querer Mulher, pelo fim da violência contra a mulher.

## Filmografia

### Televisão
| Ano  | Titulo                     | Personagem / Cargo                                     | Notas                                |
| ---- | -------------------------- | ------------------------------------------------------ | ------------------------------------ |
| 1985 | FM TV                      | Apresentadora                                          |                                      |
| 1985 | Roque Santeiro             | Linda Bastos Moreyra França                            |                                      |
| 1986 | Sinhá Moça                 | Ana Luísa Teixeira (Ana do Véu)                        |                                      |
| 1986 | Vídeo Show                 | Apresentadora                                          |                                      |
| 1987 | Brega & Chique             | Ana Cláudia Alvaray                                    |                                      |
| 1987 | Armação Ilimitada          | Santinha de Oliveira                                   | Episódio: "Verão 87"                 |
| 1988 | Ciranda                    | Apresentadora                                          |                                      |
| 1988 | Caso Especial              | Lúcia                                                  | Episódio: "Mocinha e Bandido"        |
| 1988 | Vida Nova                  | Bianca                                                 |                                      |
| 1990 | Rainha da Sucata           | Alaíde Ribeiro Figueroa / Beatriz Vasconcelos (Bia)    |                                      |
| 1991 | Salomé                     | Salomé Antunes                                         |                                      |
| 1992 | Você Decide                | Malu                                                   | Episódio: "Verdades e Mentiras"      |
| 1992 | Você Decide                | Franca                                                 | Episódio: "O Sonho Dourado"          |
| 1992 | As Noivas de Copacabana    | Cinara Alves                                           |                                      |
| 1993 | Renascer                   | Eliana Vieira                                          |                                      |
| 1994 | Pátria Minha               | Ester Cavalcanti Fonseca                               | Episódios: "18 de julho–9 de agosto" |
| 1994 | Caso Especial              | Esmeraldina                                            | Episódio: "O Coronel e o Lobisomem"  |
| 1996 | O Rei do Gado              | Luana Berdinazzi / Marieta Berdinazzi                  |                                      |
| 1998 | Mulher                     | Drª. Cristina Brandão                                  |                                      |
| 2001 | Um Anjo Caiu do Céu        | Maria Eduarda Medeiros de Montaltino (Duda)            |                                      |
| 2003 | Carga Pesada               | Rosa                                                   | Episódios: "A Grande Viagem"         |
| 2004 | Cabocla                    | Emerenciana de Jesus Pereira (Ciana)                   |                                      |
| 2004 | Histórias de Cama & Mesa   | Paula                                                  | Especial de final de ano             |
| 2005 | Os Amadores                | Lena                                                   | Episódio: "27 de dezembro"           |
| 2005 | A Diarista                 | Marta                                                  | Episódio: "Aquele do Parto"          |
| 2005 | Damas e Cavalheiros        | Mulher                                                 | Episódio: "Remoendo Lembranças"      |
| 2006 | Sinhá Moça                 | Cândida Ferreira, Baronesa de Araruna                  |                                      |
| 2007 | Som Brasil                 | Apresentadora                                          |                                      |
| 2008 | A Favorita                 | Flora Pereira da Silva / Sandra Maia                   |                                      |
| 2011 | Passione                   | Juliana Azevedo                                        | Episódios: "13–14 de janeiro"        |
| 2011 | Divã                       | Suzana                                                 | Episódios: "5–12 de abril"           |
| 2012 | As Brasileiras             | Ludmila                                                | Episódio: "A Viúva do Maranhão"      |
| 2012 | Lado a Lado                | Constância de Bragança Assunção, Baronesa da Boa Vista |                                      |
| 2014 | Amores Roubados            | Isabel Favais                                          |                                      |
| 2014 | O Rebu                     | Angela Mahler                                          |                                      |
| 2016 | Ligações Perigosas         | Isabel D'Ávila de Alencar                              |                                      |
| 2017 | Asdrúbal Trouxe o Trombone | Ela mesma                                              | Episódio: "Quem Parte, Quem Fica"    |
| 2018 | Onde Nascem os Fortes      | Cássia Ferreira da Silva                               |                                      |
| 2020 | Salve-se Quem Puder        | Ela mesma                                              | Episódio: "27 de janeiro"            |

### Cinema
| Ano  | Título                        | Personagem         | Nota           |
| ---- | ----------------------------- | ------------------ | -------------- |
| 1983 | Para Viver um Grande Amor     | Marina             |                |
| 1988 | Festa                         | Jogadora de sinuca |                |
| 1992 | A Maldição de Sanpaku         | Cris               |                |
| 1994 | Menino Maluquinho - O Filme   | Naná, a Mãe        |                |
| 1995 | O Quatrilho                   | Teresa Gardone     |                |
| 1995 | O Monge e a Filha do Carrasco | Amula              |                |
| 1996 | O Noviço Rebelde              | Maria do Céu       |                |
| 1998 | Amor & Cia                    | Ludovina           |                |
| 2004 | O Casamento de Iara           | Iara               | Curta-metragem |
| 2005 | A Marcha dos Pingüins         | Pinguim mãe (voz)  | Dublagem       |
| 2006 | Zuzu Angel                    | Zuzu Angel         |                |
| 2006 | Se Eu Fosse Você              | Drª. Cris          |                |
| 2007 | Pequenas Histórias            | Iara               |                |
| 2012 | Margaret Mee e a Flor da Lua  | Narradora          | Documentário   |
| 2015 | O Duelo                       | Clotilde           |                |
| 2018 | Unicórnio                     | Marília            |                |
| 2025 | Malês                         | Mãe A              |                |

### Videoclipes
| Ano  | Canção                              | Artista       |
| ---- | ----------------------------------- | ------------- |
| 1985 | "Sino de Ouro"                      | Alceu Valença |
| 1991 | "Só Pensa na Fama"                  | Supla         |
| 2013 | "Como é Grande o Meu Amor por Você" | Lulu Santos   |

## Teatro
| Ano  | Título                                            | Personagem                           |
| ---- | ------------------------------------------------- | ------------------------------------ |
| 1980 | O Mito de Aukê                                    |                                      |
| 1981 | Os Banhos                                         | Belvedonski                          |
| 1982 | Jogos de Guerra                                   | Vários                               |
| 1983 | Tem Pra Gente, Se Invente                         | Fátima, Glória, vampira etc          |
| 1984 | A Filha do Presidente                             |                                      |
| 1984 | Morangos e Lunetas                                | Tainá                                |
| 1985 | Amizade de Rua                                    | Bianca                               |
| 1986 | Estúdio Nagasaki                                  | Yushimasa Nagashima, Diana e Afrânio |
| 1986 | Quando Eu Olho pros Teus Olhos Vejo Logo Meteoros | Cantora                              |
| 1988 | O Máximo                                          | Rei Midas, Glória, etc               |
| 1989 | Lobo De Rayban                                    | Júlia Ferraz                         |
| 1991 | Freud Levou Pau em Ginecologia                    | Prima Roshana                        |
| 2000 | Paixão de Cristo de Nova Jerusalém                | Maria                                |
| 2004 | A Prova                                           | Catherine                            |

## Direção e Produção
| Ano  | Título                        | Nota                                                       |
| ---- | ----------------------------- | ---------------------------------------------------------- |
| 2003 | Saudade da Saudade            | Direção e produção musical do videoclipe de Eveline Hecker |
| 2004 | Ponte Aérea                   | Idealização e produção executiva do CD de Eveline Hecker   |
| 2007 | Waldick Sempre no Meu Coração | Direção e roteiro do documentário sobre Waldick Soriano    |
| 2007 | Waldick Soriano: Ao Vivo      | Produção e direção do CD e DVD do cantor Waldick Soriano   |
| 2011 | Construção                    | Produtora Associada do filme                               |
| 2013 | Vergonha                      | Direção do clipe da cantora Marcia Castro                  |
| 2018 | Unicórnio                     | Produtora                                                  |
| 2020 | Live Nordeste Pela Vida       | Produção executiva da live                                 |

## Discografia
| Álbum                        | Outros Artistas                          | Detalhes |
| ---------------------------- | ---------------------------------------- | --- |
| Fábulas de Leonardo da Vinci | Alfredo Sertã Beth Goulart Paulo Goulart | - Lançamento: 2010 - Formatos: CD, download digital, streaming - Ilustrações: Thais Beltrame - Também lançado como livro |

## Prêmios e indicações
| Ano  | Associações                                        | Categoria                               | Nomeações                      | Resultado | Ref.                |
| ---- | -------------------------------------------------- | --------------------------------------- | ------------------------------ | --------- | ------------------- |
| 1992 | Festival de Cinema de Brasília                     | Candango de Melhor Atriz                | A Maldição do Sanpaku          | Venceu    | [ 49 ]              |
| 1992 | Festival de Cinema e TV de Natal                   | Melhor Atriz (em longa-metragem)        | A Maldição do Sanpaku          | Venceu    | [ 49 ]              |
| 1994 | Prêmio APCA de Cinema                              | Melhor Atriz — Cinema                   | A Maldição do Sanpaku          | Venceu    | [ 49 ]              |
| 1996 | Prêmio APCA de Cinema                              | Melhor Atriz Coadjuvante — Cinema       | Menino Maluquinho - O Filme    | Venceu    | [ 49 ]              |
| 1996 | Prêmio Guarani de Cinema Brasileiro                | Melhor Atriz Coadjuvante                | Menino Maluquinho - O Filme    | Indicada  | [ 99 ]              |
| 1997 | Prêmio Contigo! de TV                              | Melhor Atriz de Telenovela              | O Rei do Gado                  | Venceu    | [ 49 ]              |
| 1997 | Troféu Imprensa                                    | Melhor Atriz                            | O Rei do Gado                  | Indicada  |                     |
| 1997 | Prêmio Guarani de Cinema Brasileiro                | Melhor Atriz Coadjuvante                | O Monge e a Filha do Carrasco  | Indicada  | [carece de fontes?] |
| 1998 | Festival de Cinema de Brasília                     | Candango de Melhor Atriz                | Amor & Cia                     | Venceu    | [ 49 ]              |
| 1999 | Prêmio Guarani de Cinema Brasileiro                | Melhor Atriz                            | Amor & Cia                     | Indicada  | [ 100 ]             |
| 1999 | Mostra de Cinema de Tiradentes                     | Homenagem Especial (conjunto da obra)   | —                              | Venceu    | [ 101 ]             |
| 2004 | Prêmio Extra de Televisão                          | Melhor Atriz                            | Cabocla                        | Indicada  |                     |
| 2004 | Prêmio Melhores do UOL e PopTevê                   | Melhor Atriz                            | Cabocla                        | Indicada  | [ 102 ]             |
| 2005 | Prêmio Contigo! de TV                              | Melhor Atriz de Telenovela              | Cabocla                        | Indicada  | [ 103 ]             |
| 2005 | Blockbuster Entertainment Awards                   | Melhor Beijo (com Bruno Campos)         | O Quatrilho                    | Indicada  | [ 104 ]             |
| 2005 | Blockbuster Entertainment Awards                   | Melhor Par Romântico (com Bruno Campos) | O Quatrilho                    | Indicada  | [ 104 ]             |
| 2006 | Festival de Cinema Latino-americano de Paris       | Melhor Atriz                            | Zuzu Angel                     | Venceu    | [ 49 ]              |
| 2006 | Prêmio Qualidade Brasil                            | Cinema: Melhor Atriz                    | Zuzu Angel                     | Venceu    | [ 105 ]             |
| 2007 | Grande Prêmio do Cinema Brasileiro                 | Melhor Atriz                            | Zuzu Angel                     | Indicada  | [ 106 ]             |
| 2007 | Prêmio Guarani de Cinem Brasileiro                 | Melhor Atriz                            | Zuzu Angel                     | Indicada  | [ 107 ]             |
| 2007 | Prêmio Contigo! de Cinema Nacional                 | Melhor Atriz                            | Zuzu Angel                     | Indicada  | [ 108 ]             |
| 2007 | Prêmio Contigo! de TV                              | Melhor Atriz de Telenovela              | Sinhá Moça                     | Indicada  | [ 109 ]             |
| 2007 | Cine PE - Festival do Audiovisual                  | Homenagem Especial (conjunto da obra)   | —                              | Venceu    | [ 49 ]              |
| 2008 | Festival de Paulínia                               | Melhor Documentário                     | Waldick, sempre no Meu Coração | Indicada  | [ 110 ]             |
| 2008 | Festival de Cinema Itinerante da Língua Portuguesa | Melhor Documentário                     | Waldick, sempre no Meu Coração | Venceu    | [ 111 ]             |
| 2008 | Festival de Cinema e TV de Natal                   | Melhor filme (júri popular)             | Waldick, sempre no Meu Coração | Venceu    |                     |
| 2008 | Festival de Cinema e TV de Natal                   | Melhor Atriz de Televisão               | A Favorita                     | Venceu    |                     |
| 2008 | Prêmio Qualidade Brasil                            | Televisão: Melhor Atriz                 | A Favorita                     | Venceu    | [ 112 ]             |
| 2008 | Prêmio Extra de Televisão                          | Melhor Atriz                            | A Favorita                     | Venceu    | [ 112 ]             |
| 2008 | Prêmio Quem de Televisão                           | Melhor Atriz de Televisão               | A Favorita                     | Venceu    | [ 112 ]             |
| 2008 | Prêmio Contigo! de TV                              | Celebridade do Ano                      | A Favorita                     | Indicada  | [ 112 ]             |
| 2008 | Prêmio Editora Três                                | Personalidade do Ano                    | A Favorita                     | Venceu    | [ 112 ]             |
| 2008 | Prêmio APCA de Televisão                           | Melhor Atriz — Televisão                | A Favorita                     | Venceu    | [ 113 ]             |
| 2008 | Prêmio TV Press                                    | Melhor Atriz                            | A Favorita                     | Venceu    | [ 112 ]             |
| 2008 | Prêmio IG Gente                                    | Melhor Atriz do Ano                     | A Favorita                     | Venceu    | [ 112 ]             |
| 2008 | Prêmio Tudo de Bom - Jornal O Dia                  | Melhor Atriz                            | A Favorita                     | Indicada  | [ 112 ]             |
| 2008 | Prêmio Globo de Melhores do Ano                    | Melhor Atriz                            | A Favorita                     | Venceu    | [ 114 ]             |
| 2008 | Prêmio Jornal Diário Gaúcho                        | Melhor Atriz                            | A Favorita                     | Venceu    | [ 115 ]             |
| 2009 | Troféu Imprensa                                    | Melhor Atriz                            | A Favorita                     | Venceu    | [ 112 ]             |
| 2009 | Troféu Internet                                    | Melhor Atriz                            | A Favorita                     | Venceu    | [ 112 ]             |
| 2009 | Prêmio Contigo! de TV                              | Melhor Atriz de Telenovela              | A Favorita                     | Venceu    | [ 116 ]             |
| 2009 | Prêmio Minha Novela                                | Melhor Atriz                            | A Favorita                     | Venceu    |                     |
| 2009 | Meus Prêmios Nick                                  | Atriz Favorita                          | A Favorita                     | Venceu    | [ 117 ]             |
| 2010 | Grande Prêmio do Cinema Brasileiro                 | Melhor Longa-metragem Documentário      | Waldick, sempre no Meu Coração | Indicada  | [ 118 ]             |
| 2010 | Cine Ceará                                         | Homenagem Especial (conjunto da obra)   | —                              | Venceu    | [ 119 ]             |
| 2011 | Festival de Cinema de Vitória                      | Troféu Marlin Azul                      | —                              | Venceu    | [ 120 ]             |
| 2013 | Prêmio Contigo! de TV                              | Melhor Atriz de Série ou Minissérie     | As Brasileiras                 | Indicada  | [ 121 ] [ 122 ]     |
| 2013 | Prêmio Contigo! de TV                              | Melhor Atriz de Telenovela              | Lado a Lado                    | Indicada  | [ 121 ] [ 122 ]     |
| 2013 | Prêmio Extra de Televisão                          | Melhor Atriz Coadjuvante                | Lado a Lado                    | Indicada  | [ 123 ]             |
| 2013 | Prêmio Melhores do UOL e PopTevê                   | Melhor Atriz                            | Lado a Lado                    | Indicada  | [ 124 ]             |
| 2013 | Prêmio Melhores do UOL e PopTevê                   | Melhor Vilã                             | Lado a Lado                    | Indicada  | [ 124 ]             |
| 2013 | Festival Internacional de Cinema Feminino          | Homenagem Especial (conjunto da obra)   | —                              | Venceu    | [ 125 ]             |
| 2014 | Ordem do Mérito Cultural                           | Homenagem Especial (conjunto da obra)   | —                              | Venceu    | [ 126 ]             |
| 2014 | Prêmio Contigo! de TV                              | Melhor Atriz de Série ou Minissérie     | Amores Roubados                | Indicada  | [ 127 ]             |
| 2014 | Prêmio Cariocas do Ano - Veja Rio                  | Melhor Atriz                            | Amores Roubados e O Rebu       | Venceu    | [ 128 ]             |
| 2014 | Prêmio APCA de Televisão                           | Melhor Atriz — Televisão                | Amores Roubados e O Rebu       | Venceu    | [ 112 ]             |
| 2014 | Prêmio Quem de Televisão                           | Melhor Atriz de Televisão               | O Rebu                         | Indicada  | [ 129 ]             |
| 2014 | Prêmio F5                                          | Atriz do Ano (novela)                   | O Rebu                         | Indicada  | [ 130 ]             |
| 2015 | Prêmio Contigo! de TV                              | Melhor Atriz de Telenovela              | O Rebu                         | Indicada  | [ 131 ]             |
| 2016 | Prêmio Quem de Televisão                           | Melhor Atriz de Televisão               | Ligações Perigosas             | Indicada  | [ 132 ]             |
| 2018 | Prêmio Globo de Melhores do Ano                    | Atriz de Série, Minissérie ou Seriado   | Onde Nascem os Fortes          | Venceu    | [ 133 ]             |
| 2018 | Prêmio APCA de Televisão                           | Melhor Atriz — Televisão                | Onde Nascem os Fortes          | Indicada  | [ 134 ]             |
| 2018 | Troféu UOL TV e Famosos                            | Melhor Atriz                            | Onde Nascem os Fortes          | Indicada  | [ 135 ]             |
| 2018 | Fest Aruanda do Audiovisual Brasileiro             | Homenagem Especial (conjunto da obra)   | —                              | Venceu    | [ 136 ]             |
| 2022 | Prêmio iBest                                       | Influenciador Brasília                  | —                              | Indicada  | [ 137 ]             |